# Holoptelea grandis
Holoptelea grandis är en almväxtart som först beskrevs av John Hutchinson, och fick sitt nu gällande namn av Gottfried Wilhelm Johannes Mildbraed. Holoptelea grandis ingår i släktet Holoptelea och familjen almväxter. Inga underarter finns listade i Catalogue of Life.
Några exemplar har blivit 50 meter höga.
Trädet förekommer i Afrika söder om Sahara från Guinea till Sydsudan och söderut till norra Angola och Uganda. Arten växer i låglandet och i bergstrakter mellan 200 och 1200 meter över havet. Holoptelea grandis ingår i lövfällande skogar, i städsegröna skogar, i trädgrupper i savannen och i galleriskogar. I västra delen av utbredningsområdet blommat trädet i januari. Arten utvecklas snabb på öppna ytor.
För beståndet är inga hot kända. IUCN listar arten som livskraftig (LC).